# Uroš Brežan
Uroš Brežan, slovenski ekonomist in politik; * 12. april 1972, Ljubljana.
V 15. vladi Republike Slovenije je bil sprva od 1. junija 2022 minister za okolje in prostor Republike Slovenije, 24. januarja 2023 pa postal prvi minister za naravne vire in prostor. Ker premier Golob z njegovim delom ni bil zadovoljen, je Brežan 4. oktobra 2023 podal odstopno izjavo.

## Izobraževanje
Leta 1991 je zaključil Gimnazijo Tolmin in šolanje nadaljeval na Ekonomski fakulteti v Ljubljani. Leta 2001 je na omenjeni fakulteti diplomiral z nalogo Smiselnost trženja Posočja kot turistične destinacije.

## Kariera
Že pred diplomo je bil Brežan zaposlen kot vodja informacijske pisarne v Študentski organizaciji Ljubljana. Leta 2001 se je nato zaposlil v podjetju M Servis, kjer je delal do leta 2004. Leto za tem je dobil zaposlitev v Posoškem razvojnem centru in tam delal kot vodja projektov.

### Župan občine Tolmin
Leta 2006 je prvič kandidiral za župana občine Tolmin in bil izvoljen na funkcijo z 68 % vseh glasov. Leta 2010 je kandidiral ponovno in volivci so mu znova izrazili podporo s 70 % glasov. Izvoljen je bil še dvakrat, leta 2014 in nazadnje 2018. Z 2. junijem 2022 je zaradi nove funkcije posle predal podžupanji, Maši Klavora.

### Minister za okolje in prostor
Od 1. junija 2022 do 9. oktobra 2023 je v 15. slovenski vladi pod vodstvom Roberta Goloba opravljal funkcijo ministra za okolje in prostor. Na zaslišanju, ki ga je uspešno prestal 31. maja 2022, je izpostavil odgovorno izkoriščanje naravnih virov ter vzpostavitev dialoga.
Ob rekonstrukciji Golobove vlade je 24. januarja 2023 postal minister novoustanovljenega ministrstva za naravne vire in prostor Republike Slovenije.
3. oktobra 2023 je v javnost prišla informacija, da naj bi se minister poslovil s položaja. Premier Golob je naslednjega dne, ko je potekala seja vlade, novico potrdil. Tako Brežana kot tudi kmetijske ministrice Irene Šinko ne podpira več, zato je bilo dogovorjeno, da minister odstopi. Razlog za razhod naj bi bilo nezadovoljstvo predsednika vlade z odzivom ministra Brežana po avgustovskih poplavah.
Minister je 4. oktobra 2023 podal odstopno izjavo. Mandat mu je uradno prenehal 9. oktobra, ko se je z odstopom seznanil Državni zbor. Kot vršilka dolžnosti je ministrstvo do imenovanja novega ministra prevzela infrastrukturna ministrica Alenka Bratušek.